# Глинка, Дмитрий Борисович
Дми́трий Бори́сович Гли́нка (27 ноября [10 декабря] 1917, Александродар, УНР — 1 марта 1979, Москва) — советский лётчик-истребитель, дважды Герой Советского Союза (1943), гвардии полковник (1951), военный лётчик 1-го класса (1953). Младший брат Б. Б. Глинки.

## Биография
Родился 27 ноября (10 декабря) 1917 года в посёлке Александров Дар (ныне в черте города Кривой Рог) в шахтёрской семье.
Жил с семьёй в Кривом Роге в посёлке МОПР в доме № 49 по улице Правды (ныне Тарапаковская улица). В одном доме с ними жила семья Василия Мыхлика.
Окончил криворожскую школу № 12 (ныне гимназия № 5, Тарапаковская улица, 28) и Криворожский аэроклуб. С 1937 года в рядах РККА, в 1939 году окончил Качинскую лётную школу.
Первый боевой вылет в Великой Отечественной войне совершил в январе 1942 года в Крыму. В этом бою сбил три самолёта противника и был сбит сам, был контужен, вернулся в строй. К сентябрю 1942 года совершил 87 боевых вылетов и в 16 воздушных боях сбил пять самолётов противника. 9 сентября 1942 года адъютант 45-го истребительного авиационного полка старший лейтенант Глинка был награждён первым орденом Красного Знамени.
В 1943 году Дмитрий и Борис Глинки — участники обеих воздушных битв на Кубани в составе 45-го (позже 100-го гвардейского) истребительного авиаполка 4-й воздушной армии.
… У каждого из них вырабатывался собственный стиль — своеобразный характер поведения в бою. У братьев Глинка он проявлялся в исключительном владении искусством ведения боя на вертикальных маневрах, при этом у каждого был свой, присущий только ему почерк. Дмитрий умел исключительно эффективно использовать тактическую обстановку в любой схватке с врагом, хорошо организовывал взаимодействие внутри группы, которую возглавлял. Борис же был виртуозным мастером пилотажа.
К апрелю 1943 года имел на счету 15 воздушных побед и 146 боевых вылетов. 24 апреля 1943 года присвоено звание Героя Советского Союза (Золотая Звезда № 906). К августу к послужному списку добавилось 14 сбитых самолётов (62 боевых вылета).
В июле 1943 года присутствовал на Краснодарском процессе.
Указом Президиума Верховного Совета СССР от 24 августа 1943 года гвардии капитан Глинка Дмитрий Борисович награждён второй медалью «Золотая Звезда».
В августе-сентябре 1943 года помощник командира по воздушно-стрелковой службе 100-го гвардейского истребительного авиационного полка гвардии капитан Дмитрий Глинка совершил 45 боевых вылетов на прикрытие наземных войск и авиации и сопровождение бомбардировщиков, участвовал в четырёх воздушных боях, в которых сбил два бомбардировщика и четыре истребителя противника. 29 декабря 1943 года награждён орденом Отечественной войны 1-й степени.
В мае-июне 1944 года заместитель командира 100-го гвардейского истребительного авиационного полка гвардии майор Дмитрий Глинка совершил 14 боевых вылетов и в пяти воздушных боях сбил два бомбардировщика и четыре истребителя противника. 3 ноября 1944 года награждён четвёртым орденом Красного Знамени.
В 1945 году заместитель командира 100-го гвардейского истребительного авиационного полка гвардии майор Дмитрий Глинка выполнил 23 боевых вылета на прикрытие наземных войск, участвовал в шести воздушных боях, в которых сбил четыре истребителя противника. 13 мая 1945 года награждён орденом Александра Невского.
Участвовал в Параде Победы в Москве 24 июня 1945 года.
В 1951 году окончил Военно-воздушную академию (Монино).
С мая 1951 года — командир 351-го истребительного авиационного полка, в августе 1951 — январе 1954 года — командир 530-го истребительного авиационного полка в Приморском военном округе (Ляодунский полуостров, Китай). В январе 1954 — январе 1958 года — заместитель командира 149-й истребительной авиационной дивизии в Приморском военном округе (Ляодунский полуостров, Китай).
С мая 1955 года — в Северной группе войск, Польша.
С января 1958 года — заместитель командира по лётной подготовке, в июне 1958 — августе 1959 года — 1-й заместитель командира 119-й истребительной авиационной дивизии в Одесском военном округе (город Тирасполь, Молдавия).
В августе 1959 — апреле 1960 года — 1-й заместитель командира 283-й истребительной авиационной дивизии в Закавказском военном округе (город Миха Цхакая, ныне Сенаки, Грузия).
С июля 1960 года полковник Д. Б. Глинка в запасе.
Работал пилотом в международной авиагруппе Московского управления транспортной авиации ГВФ и в 200-м авиаотряде (аэропорт Внуково). С 1965 года — инструктор, в 1970—1978 годах — инструктор тренажёра 18-го учебно-тренировочного отряда Управления международных воздушных линий (аэропорт Шереметьево).
Депутат Верховного Совета СССР 2-го созыва (1946—1950).
Жил в Москве. Умер 1 марта 1979 года. Похоронен на Кунцевском кладбище в Москве.

## Список воздушных побед
| Список воздушных побед Д. Б. Глинки | Список воздушных побед Д. Б. Глинки | Список воздушных побед Д. Б. Глинки | Список воздушных побед Д. Б. Глинки |
| № п/п                               | Дата победы                         | Тип самолёта                        | Место победы                        |
| ----------------------------------- | ----------------------------------- | ----------------------------------- | ----------------------------------- |
| 1                                   | 09.04.1942                          | Ю-88                                | Арабатская стрелка                  |
| 2                                   | 30.04.1942                          | Ю-88                                | Аджибай                             |
| 3                                   | 08.05.1942                          | Ме-109                              | Ак-Чалуле                           |
| 4                                   | 09.05.1942                          | Ю-87                                | Ленинская                           |
| 5                                   | 09.05.1942                          | Ю-87                                | Ленинская                           |
| 6                                   | 09.05.1942                          | Ю-87                                | Ленинская                           |
| 7                                   | 13.07.1942                          | Хе-111                              | Каменск                             |
| 8                                   | 17.08.1942                          | Ме-109                              | хут. Саратовский                    |
| 9                                   | 02.09.1942                          | Ме-109                              | Калиновский                         |
| 10                                  | 06.09.1942                          | Ме-109                              | Аки-Юрт                             |
| 11                                  | 06.09.1942                          | Ме-109                              | Вознесенское                        |
| 12                                  | 10.03.1943                          | Ю-88                                | Мефодиевское                        |
| 13                                  | 10.03.1943                          | Ю-88                                | Мефодиевское                        |
| 14                                  | 27.03.1943                          | Ме-109                              | зап. Славянская                     |
| 15                                  | 30.03.1943                          | Ме-109                              | Анастасиевская                      |
| 16                                  | 01.04.1943                          | Ме-109                              | Крымская                            |
| 17                                  | 10.04.1943                          | Ме-109                              | Крымская                            |
| 18                                  | 15.04.1943                          | Ме-109                              | Крымская — Абинская                 |
| 19                                  | 15.04.1943                          | Ме-109                              | Крымская — Абинская                 |
| 20                                  | 15.04.1943                          | Ю-88                                | зап. Крымская                       |
| 21                                  | 21.04.1943                          | Ме-109                              | юго-зап. Новороссийск               |
| 22                                  | 26.05.1943                          | ФВ-190                              | Киевское                            |
| 23                                  | 26.05.1943                          | ФВ-190                              | Киевское                            |
| 24                                  | 26.05.1943                          | Хш-123                              | Киевское                            |
| 25                                  | 27.05.1943                          | Ю-87                                | вост. Киевское                      |
| 26                                  | 27.05.1943                          | Ме-109                              | юж. окр. Киевское                   |
| 27                                  | 28.05.1943                          | Ме-109                              | Киевское                            |
| 28                                  | 02.06.1943                          | Ме-109                              | зап. Крымская                       |
| 29                                  | 16.06.1943                          | Ме-109                              | вост. Курчанская                    |
| 30                                  | 17.08.1943                          | Ме-109                              | зап. Изюм                           |
| 31                                  | 19.08.1943                          | ФВ-190                              | зап. Долгенькая                     |
| 32                                  | 22.08.1943                          | Ме-109                              | Калиновка                           |
| 33                                  | 22.08.1943                          | ФВ-190                              | зап. Куйбышево                      |
| 34                                  | 24.08.1943                          | Ю-88                                | юго-зап. ст. Квашино                |
| 35                                  | 24.08.1943                          | Ю-87                                | юго-зап. ст. Квашино                |
| 36                                  | 31.08.1943                          | Ме-109                              | Фёдоровка                           |
| 37                                  | 31.08.1943                          | Ме-109                              | Фёдоровка                           |
| 38                                  | 31.08.1943                          | Ме-109                              | Благодатное — Егоровский            |
| 39                                  | 30.05.1944                          | ФВ-190                              | юж. Поду-Йелоей                     |
| 40                                  | 03.06.1944                          | Ю-87                                | зап. Епурени                        |
| 41                                  | 03.06.1944                          | Ю-87                                | зап. Епурени                        |
| 42                                  | 03.06.1944                          | ФВ-190                              | ст. Мовилени                        |
| 43                                  | 04.06.1944                          | ФВ-190                              | Епурени                             |
| 44                                  | 04.06.1944                          | ФВ-190                              | Захорна                             |
| 45                                  | 14.07.1944                          | ФВ-190                              | Горохув                             |
| 46                                  | 16.07.1944                          | Ме-109                              | сев.-зап. Княжув                    |
| 47                                  | 18.04.1945                          | ФВ-190                              | сев. Шпремберг                      |
| 48                                  | 18.04.1945                          | ФВ-190                              | юго-зап. Шпремберг                  |
| 49                                  | 18.04.1945                          | Ме-109                              | Шпремберг                           |
| 50                                  | 30.04.1945                          | Ме-109                              | Мейссен                             |

Всего воздушных побед: 50+0
боевых вылетов — около 300
воздушных боёв — около 100

## Награды
СССР
- дважды Герой Советского Союза (21.04.1943[9], 24.08.1943);
- орден Ленина (21.04.1943)[9];
- пять орденов Красного Знамени (09.09.1942[10], 03.10.1942[11], 22.04.1943[12], 03.11.1944[13], 04.06.1955);
- орден Александра Невского (13.05.1945)[14];
- орден Отечественной войны I степени (24.12.1943)[15];
- два ордена Красной Звезды (22.02.1955[16]; 30.12.1956[17]).
- Медали, в том числе:
  - «За боевые заслуги» (24.06.1948)[17];
  - «За оборону Кавказа» (30.03.1945) ;
  - «За победу над Германией в Великой Отечественной войне 1941—1945 гг.»;
  - «За взятие Берлина»;
  - «За освобождение Праги»;
  - «Ветеран труда»;
  - «Ветеран Вооружённых Сил СССР»;
  - «За безупречную службу» 1-й степени.

Других государств
- Медаль «Китайско-советская дружба» (КНР)

## Память
- Имя Дмитрия Глинки присвоено самолёту Sukhoi Superjet 100 с номером RA-89046[18][19].
- Бронзовый памятник-бюст Глинке в Кривом Роге;
- Улица Дмитрия Глинки в Кривом Роге[20];
- Всесоюзный турнир по настольному теннису, посвящённый братьям Глинкам;
- Имя на Стеле Героев в Кривом Роге;
- Дмитрию и Борису Глинкам посвящена одна из частей документально-исторического фильма «Легенды войны» (2019) компании Wargaming и Star Media.

## Галерея

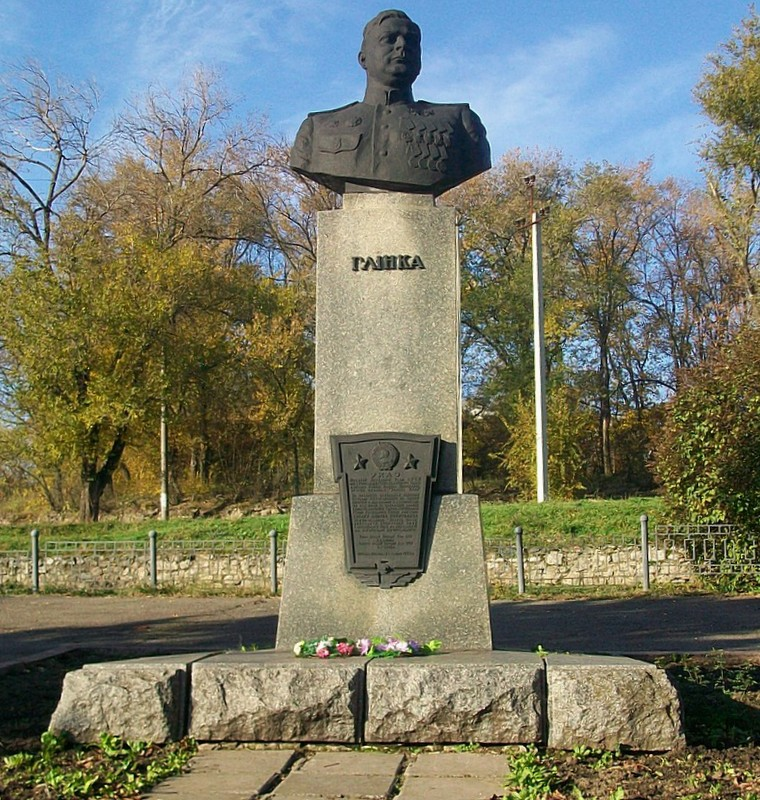
Бюст Д. Б. Глинке в Кривом Роге
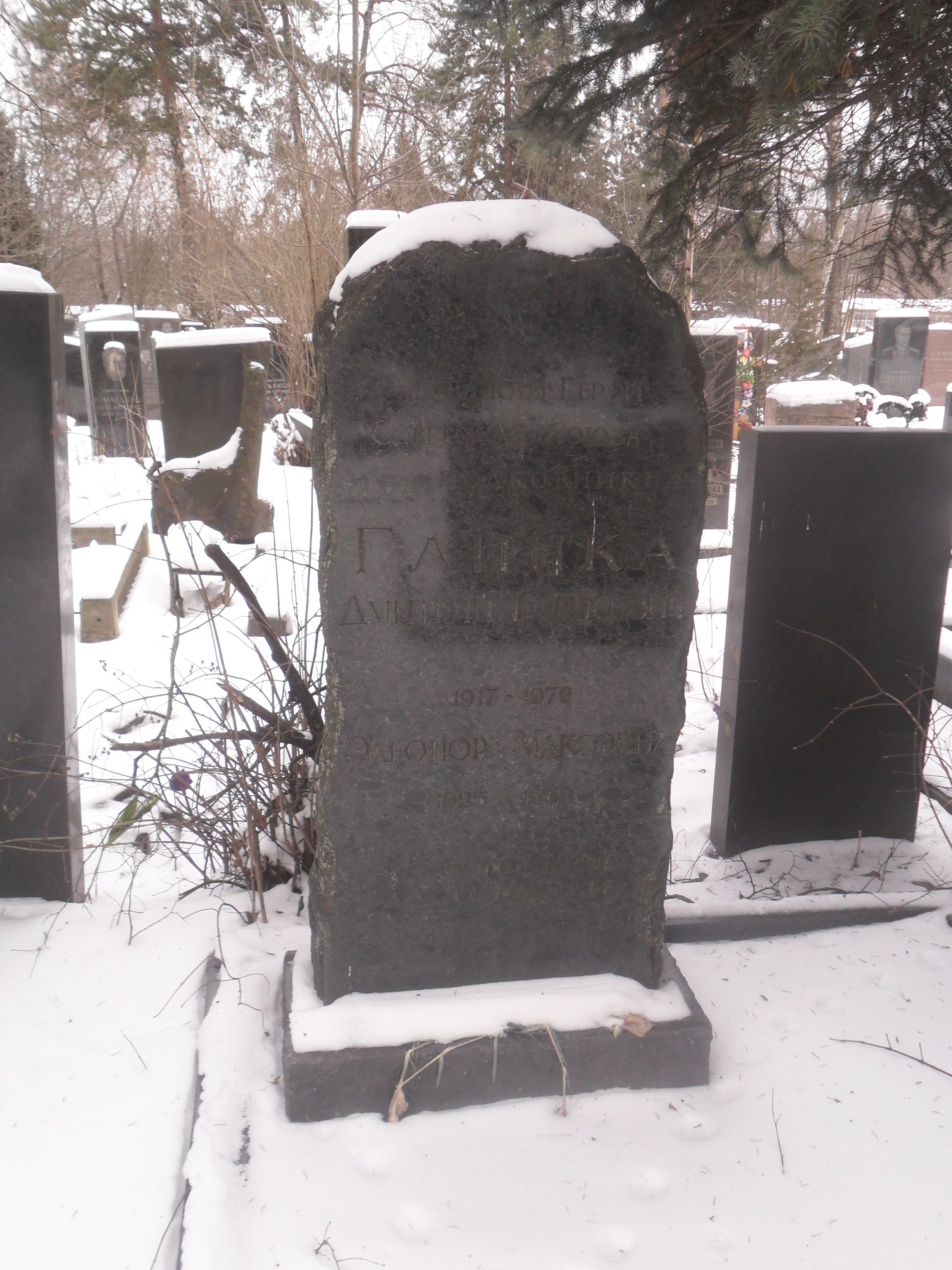
Могила Глинки на Кунцевском кладбище Москвы
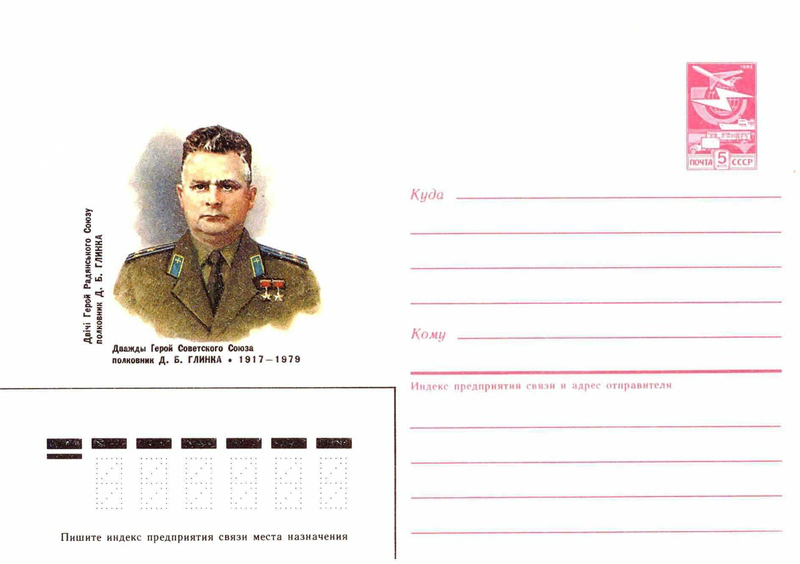
Глинка Дмитрий Борисович (конверт)
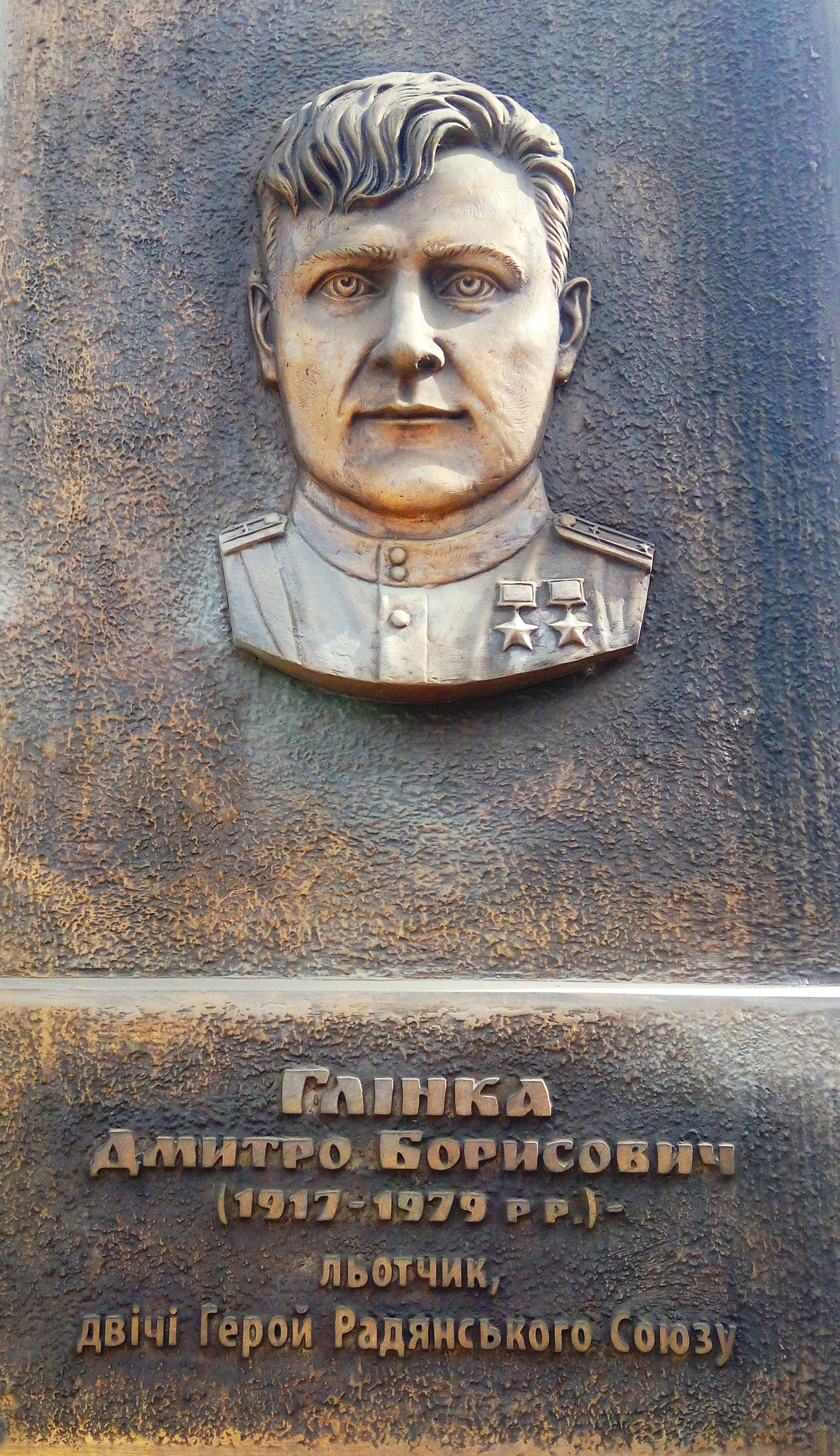
Бронзовый барельеф Дмитрию Глинке на площади 80-летия Днепропетровщины
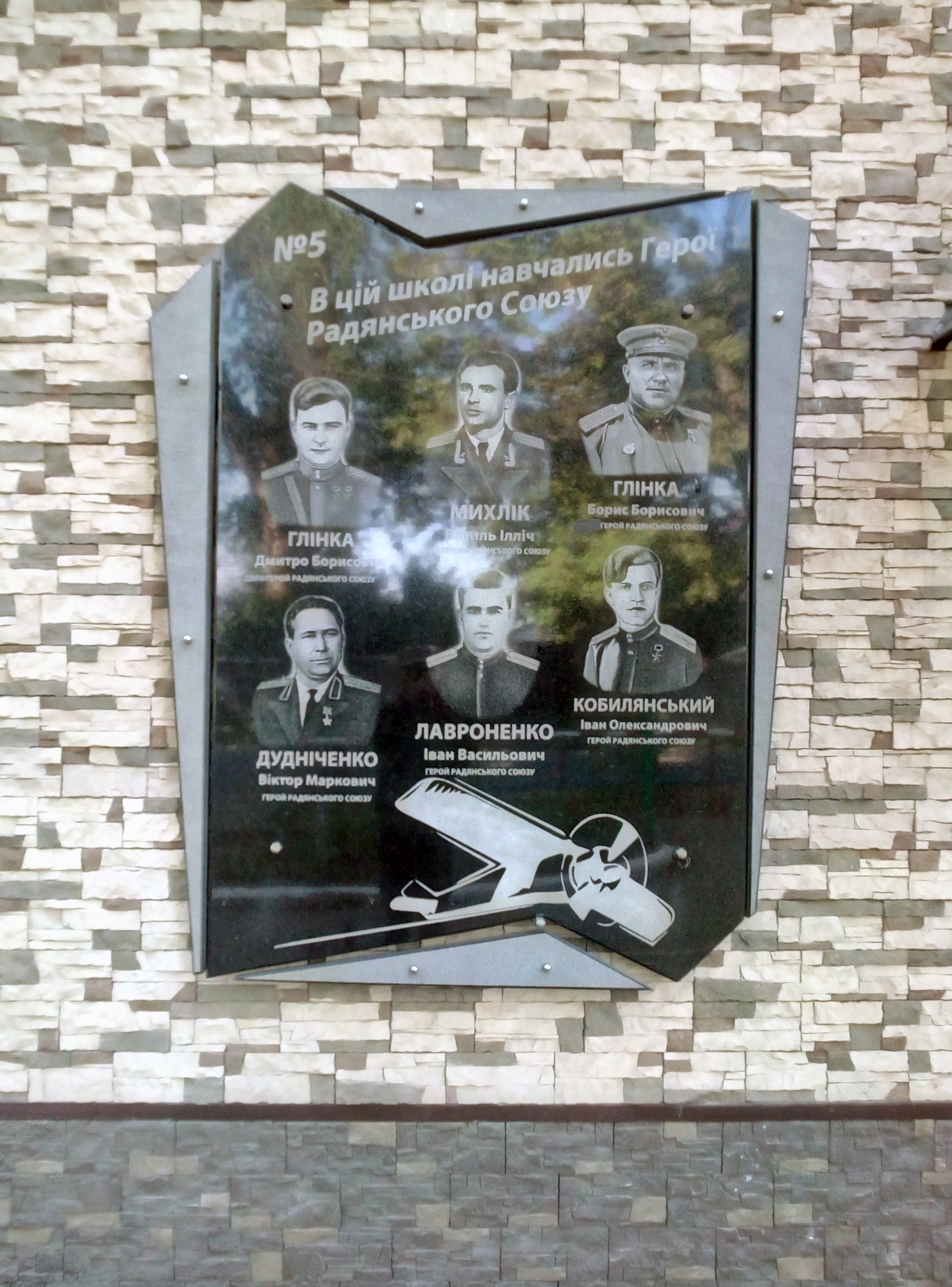
Гимназия № 5 (Кривой Рог)